# Sinbad and the War of the Furies
Pour plus de détails, voir Fiche technique et Distribution.
Sinbad and the War of the Furies est un téléfilm américain de 2016, réalisé par Scott Wheeler et dont le scénario est écrit par Scotty Mullen. Le film met en vedette John Hennigan, Jamie Bernadette et Josh Fingerhut dans les rôles principaux. C’est une adaptation du conte arabe de Sinbad le marin, qui se déroule à l’époque moderne, en grande partie à Los Angeles.

## Synopsis
Lors d’une chasse au trésor qui a mal tourné, l’aventurier moderne Sinbad libère accidentellement les Furies, trois êtres anciens magnifiques mais terribles, et assez puissants pour menacer toute vie sur Terre.

## Distribution
- John Hennigan : Sinbad
- Jamie Bernadette : Jax
- Josh Fingerhut : Manta
- Wayne 'Crescendo' Ward : Ace
- Georgia Thompson : Tisiphone
- T.K. Richardson : Nick
- Derek Russo : Cy
- Jennifer Dorogi : Jinn
- Chloe Farnworth : Alecto
- Van White : Sebastian
- Ashley Doris : Megara
- Drew Davis-Wheeler : Cardinal
- Lisa Goodman : Lyta
- Rajiv Sharma : Abdus le vendeur
- Byron Ivey : militaire
- Sole Leon : Daphne[1].

## Accueil

### Réception critique
Le film obtient un score d’audience de 22% sur Rotten Tomatoes.